# Luigi Federici
Luigi Federici (Arcola, 21 febbraio 1934) è un generale italiano, già Comandante Generale dell'Arma dei Carabinieri.

## Biografia
Luigi Federici è stato ammesso all'Accademia militare di Modena il 4 novembre 1952; è stato nominato sottotenente d'Artiglieria da montagna nel 1954. Con i gradi di Tenente e Capitano ha prestato servizio presso il 3º Reggimento Artiglieria da montagna, quindi al Comando Truppe Cadore e Carnia ed anche al 6º Reggimento d’Artiglieria. 
Da Ufficiale Superiore ha ricoperto svariati incarichi presso la Brigata alpina "Julia" e presso il Corpo d'Armata alpino. Promosso Colonnello nel 1976, ha ricevuto l'avanzamento a Generale di Brigata nel 1982 e svolto la mansione di Capo di Stato Maggiore del Corpo d'Armata Alpino.
Con il grado di Generale di Brigata, ha retto il comando della Brigata Alpina "Julia" dal 1983 al 1985; in seguito, promosso Generale di Divisione, è stato a capo del IV Reparto dello Stato Maggiore dell’Esercito nonché Ispettore logistico. Diviene in seguito Sottocapo di Stato Maggiore dell'Esercito.
Promosso Generale di Corpo d'Armata il 31 dicembre 1990, dal 27 novembre 1991 è alla guida del 4º Corpo d'Armata Alpino. Il 9 marzo 1993 è nominato dal Governo Amato I Comandante Generale dell'Arma dei Carabinieri, rimanendo in carica fino al 1997.